# Chipstick
Chipstick är ett färgstick som framförallt uppträder på  film. Det innebär att det färgstick som uppträder inte är homogent över hela bilden. Bilden har istället ett färgstick i de ljusa partierna och ett annat i de mörka partierna - komplementfärgen. Exempelvis kan bilden ha grön-stick i de ljusa partierna och magenta-stick i de mörka. 
Chipstick var ett nästan omöjligt färgstick att kompensera vid kopiering till färgbild, som numera om bilden digitaliseras, enkelt kan justeras i ett bildbehandlingsprogram.